# Championnat du Costa Rica de football 1986-1987
Navigation
Saison précédente Saison suivante
La Primera División 1986-1987 est la soixante-sixième édition de la première division costaricienne.
Lors de ce tournoi, le Municipal Puntarenas a tenté de conserver son titre de champion du Costa Rica face aux onze meilleurs clubs costariciens.
Seulement deux places étaient qualificatives pour la Coupe des champions de la CONCACAF.

## Bilan du tournoi
| Tableau d'Honneur |              |
| Compétition       | Vainqueur    |
| Primera División  | CS Herediano |

| Qualifications continentales 1988-1989 |                            |
| Coupe des champions de la CONCACAF     | Qualifiés                  |
| Deuxième tour de qualification         | CS Herediano CS Cartagines |

| Promotions et relégations   |            |
| Relégué en Segunda División | Inconnu    |
| Promu de Segunda División   | CS Uruguay |